# Nigel Irens
Nigel Irens RDI est l'un des principaux concepteurs de yachts. Il est surtout connu comme concepteur de l'Adventurer, un yacht à moteur trimaran de 35 m qui a réalisé un tour du monde record en 1998, et du trimaran B&Q/Castorama utilisé par Ellen MacArthur pour battre le record du monde du tour du monde en solo en 2005.
Son portefolio de design est très varié, allant du yacht record aux voiliers de croisière innovants tels que Roxane, en passant par d'autres voiliers d'apparence traditionnelle tels que les cotres Westernman - conçus en association avec Ed Burnett - ou encore Rangeboat, une chaloupe de 12 m, d'apparence traditionnelle également. Typiquement, les conceptions d'Irens synthétisent des formes traditionnelles avec des matériaux et des méthodes de construction modernes, comme des mâts en fibre de carbone, des cadres stratifiés et du bois en bande époxy.
Le concepteur, également en association avec Ed Burnett, a conçu le dériveur King Alfred qui sera construit par la King Alfred School (en) à Londres. L'école en a construit trois jusqu'à présent et les utilise pour initier les élèves à la croisière en dériveur.